# Черталка
Черталка (укр. Чорталка) — село в Доманёвском районе Николаевской области Украины.
Население по переписи 2001 года составляло 76 человек. Почтовый индекс — 56409. Телефонный код — 5152. Занимает площадь 0,356 км².

## Местный совет
56400, Николаевская обл., Доманёвский р-н, пгт Доманёвка, ул. Ленина, 48